# Абдмилькат
Абдмилькат (Абдимилькат, Абди-милкутти, Абди-милки; «служитель царицы»; финик. Abdi-milkũti; казнён в 676 до н. э.) — царь Сидона (около 682/680—677 до н. э.).

## Биография
Основным историческим источником о Абдмилькате являются «Анналы» ассирийского царя Асархаддона.
Абдмилькат получил власть над Сидоном около 682 или 680 года до н. э., став преемником царя Итобаала.
Вскоре после восшествия Абдмильката на престол собственными сыновьями был убит царь Синаххериб, под верховной властью которого находились города Финикии. Узнав об убийстве, Абдмилькат в 680 году до н. э. восстал против Ассирии. Вероятно, мятеж был спровоцирован политикой ассирийских монархов, сильно ограничивших торговлю финикийских городов с враждебными ассирийцам странами (в первую очередь, с Египтом). Поводом же для восстания стала охватившая ассирийскую царскую семью междоусобица, в которой участвовали сыновья Синаххериба, Асархаддон и два его брата, не поделившие власть после убийства ими своего отца. Союзником Абдмильката по восстанию стал киликиец Сандуарри, царь Кунди и Сузи. Союз между двумя правителями был скреплён взаимной клятвой. Однако после того как Асархаддон победил своих братьев, он направил ассирийское войско против восставших финикийцев. Ассирийцы подступили к Сидону и в 677 году до н. э. захватили его. В «Анналах Асархаддона» сообщается, что сидонский царь попытался бежать из города на корабле, но был настигнут и «вытащен из моря как рыба». Возможно, Абдмилькат попытался укрыться на Кипре или Малой Азии, однако сохранившие верность ассирийцам жители Тира помогли поймать беглого царя и доставить его к Асархаддону.
По повелению Асархаддона в начале 676 года до н. э. Сидон был полностью разрушен (по выражению автора ассирийских анналов, Асархаддон «[город] разорвал и бросил в море его стены и его фундаменты»), а на его месте основано новое поселение, получившее название Кар-Асархаддон («Порт Асархаддона»). Его жителями стали как жившие поблизости горцы, так и поселенцы из отдалённых областей Ассирии. В Сидоне ассирийцами была захвачена огромная добыча, включавшая золото, серебро, драгоценные камни, слоновую кость, ценные породы деревьев (клён и самшит) и богатые одежды. Абдимилькат, члены его семьи, многие представители сидонской знати и ремесленники были привезены в Ниневию. Здесь в месяце тишриту (сентябрь или октябрь) тирский правитель был обезглавлен. Через пять месяцев Сандуарри также был схвачен и казнён. Отсечённые головы обоих правителей возили по улицам ассирийской столицы в назидание другим возможным мятежникам. В этой же процессии, сопровождавшейся игрой арфистов и пением священных гимнов, участвовали и многочисленные пленные финикийцы и килицийцы. Многие сидонцы, в первую очередь ремесленники, были переселены в Вавилонию. Часть огромной добычи, захваченной в Сидоне, была передана Асархаддоном царю Тира Баалу I, во время мятежа сохранившему верность ассирийскому властителю. В том числе, к владения Баала I были присоединены ранее принадлежавшие правителю Сидона города Марубба и Сарепта.

Сидон в составе Ассирии (середина VII века до н. э.)

Устрашённые разгромом Сидона, двадцать три правителя Финикии, Леванта и Кипра прислали Асархаддону богатые дары. Среди таких владетелей в анналах упоминаются царь Иудеи Манассия и кипрские цари Акестор из Идалиона, Пилагор из Китр, Дамис из Китиона, Этеандр из Пафоса и Адмит из Тамассоса.
В честь победы Асархаддона над мятежниками в 670 или 669 году до н. э. была высечена стела. Предполагается, что на ней, кроме Асархаддона, изображён и один из покорённых ассирийцами финикийских правителей. Однако кто эта персона, Абдмилькат или Баал I (позднее также восставший против ассирийцев), точно не известно. На этой же стеле изображён и человек в традиционных для нубийцев одеждах: возможно, это сын фараона Тахарки Ушанхуру, пленённый во время похода ассирийцев в Египет в 671 году до н. э.
В результате победы Асархаддона над восставшими Сидон надолго потерял своё значение. Город и его окрестности были включены в состав Ассирии, образовав новую провинцию. Царская власть в Сидоне была ликвидирована. О местных царях в источниках нет известий до времён Нововавилонского царства, когда в середине 590-х годов до н. э. неназванный по имени сидонский царь участвовал в мятеже против Навуходоносора II. Первым же известным по имени царём Сидона после Адмильката был Эшмуназор I, в конце VI века до н. э. основавший новую династию.